# We'll Talk About It Later
We'll Talk About It Later is een album uit 1971 van de Britse jazzfusionband Nucleus. Het is het tweede album van de groep.
De hoes van de plaat werd opnieuw ontworpen door Roger Dean. Centraal staat een foto, uitgekozen door Ian Carr, waarop een republikeinse barricade uit 1916 in Dublin te zien is.

## Tracks
1. "Song For The Bearded Lady" - 7:25
2. "Sun Child" - 5:19
3. "Lullaby For A Lonely Child" - 4:21
4. "We'll Talk About It Later" - 6:19
5. "Oasis" - 9:49
6. "Ballad of Joe Pimp" - 3:48
7. "Easter 1916" - 8:47

Het album werd in de jaren 90 door BGO Records opnieuw uitgegeven op cd, gebundeld met het debuutalbum Elastic Rock.

## Bezetting
- Ian Carr: trompet, bugel
- Karl Jenkins: elektrische piano, hobo, piano, baritonsaxofoon
- Brian Smith: tenorsaxofoon, sopraansaxofoon, fluit
- Chris Spedding: gitaren
- Jeff Clyne: bas, elektrische bas
- John Marshall: drums, percussie